# Kai Voet van Vormizeele

Kai Voet van Vormizeele (März 2007)

Kai Voet van Vormizeele [fʊt fɐn ˈv̊ ɔʁ.mi.zeː.lə] (anhörenⓘ) (* 22. Januar 1962 in Hamburg) ist ein deutscher Politiker und war von 2004 bis 2015 Mitglied der Hamburgischen Bürgerschaft.

## Leben
In Hamburg besuchte er die Grundschule und das Gymnasium. Nach dem Grundwehrdienst 1983 in Lüneburg und Hamburg studierte er Rechtswissenschaft an der Universität Hamburg. Von 1990 an arbeitete er in einem Planungsbüro und ist seit Januar 2010 Geschäftsführer der Arbeitslosen-Telefonhilfe Hamburg.
Voet van Vormizeele ist seit 1983 verheiratet und hat zwei Kinder. Er ist in der evangelischen Kirche aktiv. Er ist Mitglied bei den Rathaus-Kickern. Darüber hinaus sitzt er dem Kuratorium des Vereins „Jung & Alt“ vor.

## Politik
1976 trat Kai Voet van Vormizeele in die Junge Union ein und 1978 in die CDU. Von 1978 bis 1982 war er Vorsitzender der Jungen Union Barmbek/Uhlenhorst. Dem Vorstand der CDU Uhlenhorst/Hohenfelde gehörte er von 1990 bis 2014 an und war zwischen 1998 und 2014 auch dessen Vorsitzender. Nach der Bürgerschafts- und Bezirksversammlungswahlen 1982 wurde er zugewählter Bürger im Umweltausschuss der Bezirksversammlung Hamburg-Nord. 1983 wurde er darüber hinaus Mitglied des Ortsausschusses Barmbek/Uhlenhorst.
1986 wurde Voet van Vormizeele bei den Wahlen zum Bezirksabgeordneten gewählt. Er vertrat die Stadtteile Uhlenhorst und Hohenfelde in der Bezirksversammlung Hamburg-Nord. Als Fachsprecher für die Bereiche Umwelt und Gesundheit sowie Flughafen war er dort für die CDU-Fraktion tätig. Diese wählte ihn 1991 zu ihrem Vorsitzenden.
Am 29. Februar 2004 bei der Bürgerschaftswahl wurde er in das Landesparlament gewählt. Während der 18. Wahlperiode saß er ab Mai 2005 als  Mitglied im Parlamentarischen Untersuchungsausschuss „Geschlossene Unterbringung Feuerbergstraße“. In diesem Ausschuss war er Obmann der CDU-Fraktion und stellvertretender Vorsitzender. Vom Juni 2005 an bekleidete er auch die Funktion des Vorsitzenden des bürgerschaftlichen Sonderausschusses „Verwaltungsreform“.
Im März 2007 wählten die Mitglieder der CDU im Wahlkreis 9 Barmbek – Uhlenhorst – Dulsberg ihn zum Spitzenkandidaten für die Bürgerschaftswahl 2008. Über diesen Wahlkreis zog er dann im Februar 2008 bei der Bürgerschaftswahl erneut in das Parlament ein.
In der 18. Wahlperiode der Bürgerschaft war er Mitglied im Rechts- und Verfassungsausschuss und ab 2008 in dem neu formierten Verfassungs- und Bezirksausschuss Vorsitzender. Für die CDU-Fraktion übernahm er die Funktion des Sprechers für die Bereiche Datenschutz und Verfassung.
In der 20. Wahlperiode wurde er 2011 erneut für den Wahlkreis 9 Barmbek – Uhlenhorst – Dulsberg in die Bürgerschaft gewählt. Dort war er innenpolitischer Sprecher der CDU-Fraktion, Vorsitzender des Parlamentarischen Kontrollausschusses und stellvertretender Vorsitzender der G10-Kommission. Er gehörte dem Vorstand seiner Fraktion an. Neben dem Innenausschuss gehörte Voet van Vormizeele auch noch dem Verfassungsausschuss und dem Gesundheitsausschuss an.
Im Juni 2014 unterlag er bei der Aufstellung der Wahlkreisliste für die Bürgerschaftswahl 2015 Stephan Gamm und gehört der Bürgerschaft in der aktuellen Legislaturperiode nicht mehr an.
Im Dezember 2024 erklärte er seinen Austritt aus der CDU.

### Politische Positionen

#### Demonstrationsrecht
Kai Voet van Vormizeele forderte nach Ausschreitungen in Hamburg die Einführung einer Anmelderhaftung für Demonstrationen, denn nach seinen Worten sei „nicht einzusehen, dass die Steuerzahler kollektiv für das kranke Freizeitvergnügen einiger weniger Psychopathen zahlen müssen“.